# مهتابی ال‌ئی‌دی

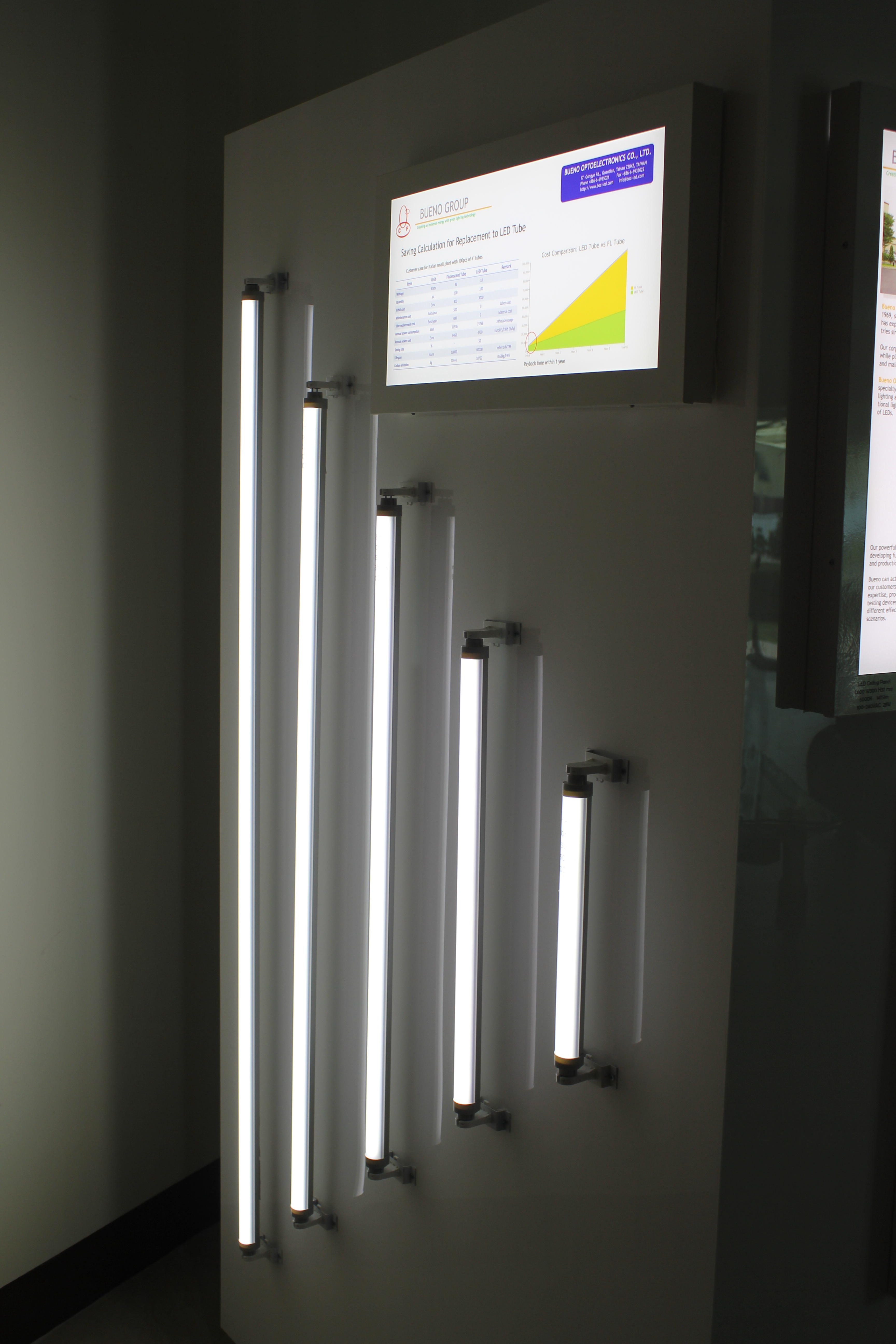
مهتابی‌های ال‌ئی‌دی

مهتابی ال‌ئی‌دی (به انگلیسی: LED tube) نوعی لامپ ال‌ئی‌دی است که در لوله‌هایی که معمولاً لامپ‌های فلورسنت را با آن می‌سازند پایه‌گذاری شده‌است و در آن از پایه‌های G5 و G13 استفاده می‌شود. مهمترین مزیت لوله‌های ال‌ئی‌دی بهره‌وری انرژی در مقایسه با لامپ‌های فلورسنت و عمر طولانی‌تر است. مهتابی ال‌ئی‌دی را نباید با 'ریسه‌های ال‌ئی‌دی' یا 'شلنگ ال‌ئی‌دی' که در آن مجموعه‌ای ال‌ئی‌دی‌ها روی یک نوار چسبانده می‌شوند اشتباه گرفت.

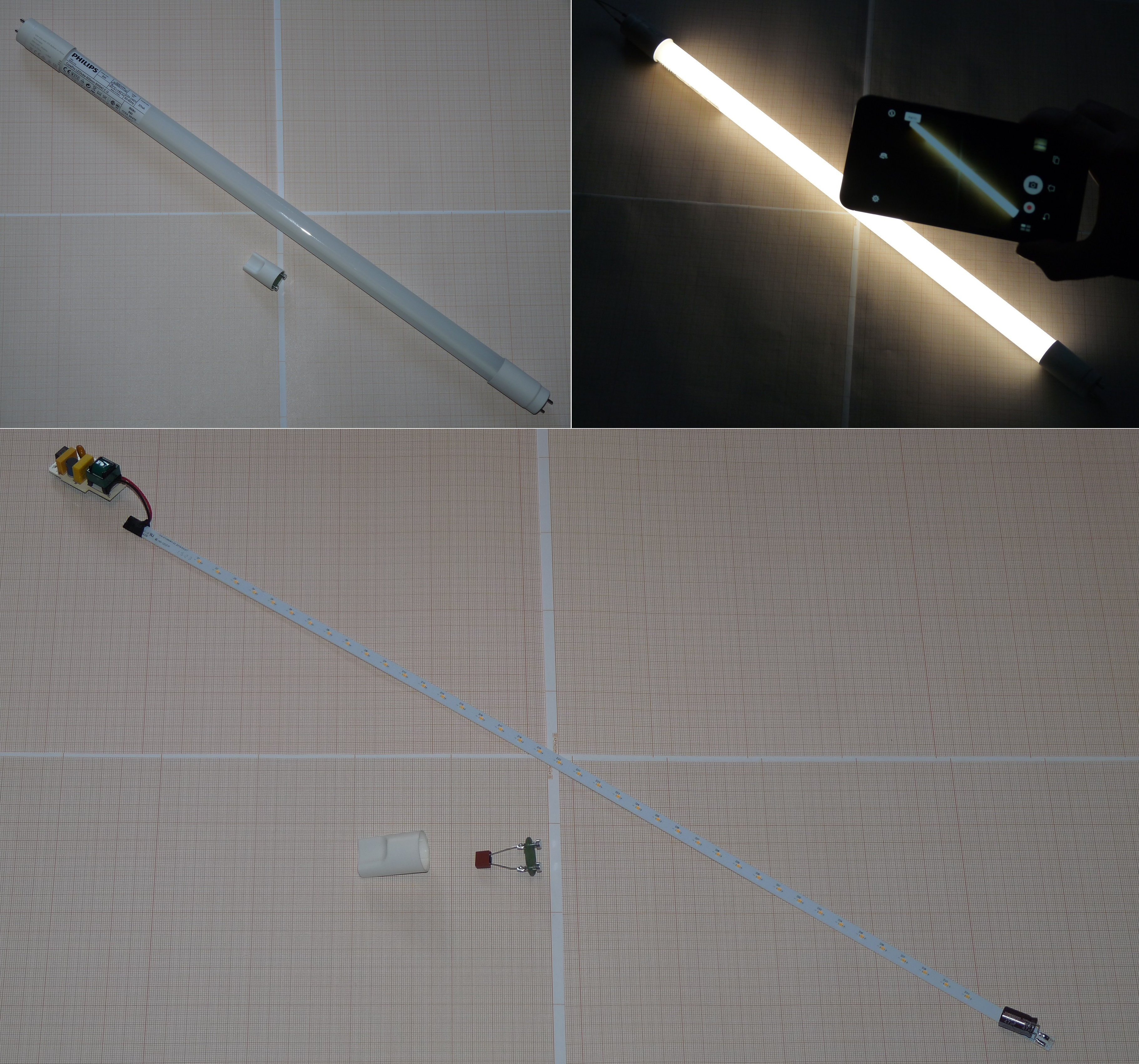
مهتابی ال‌ئی‌دی با استارتر خاص

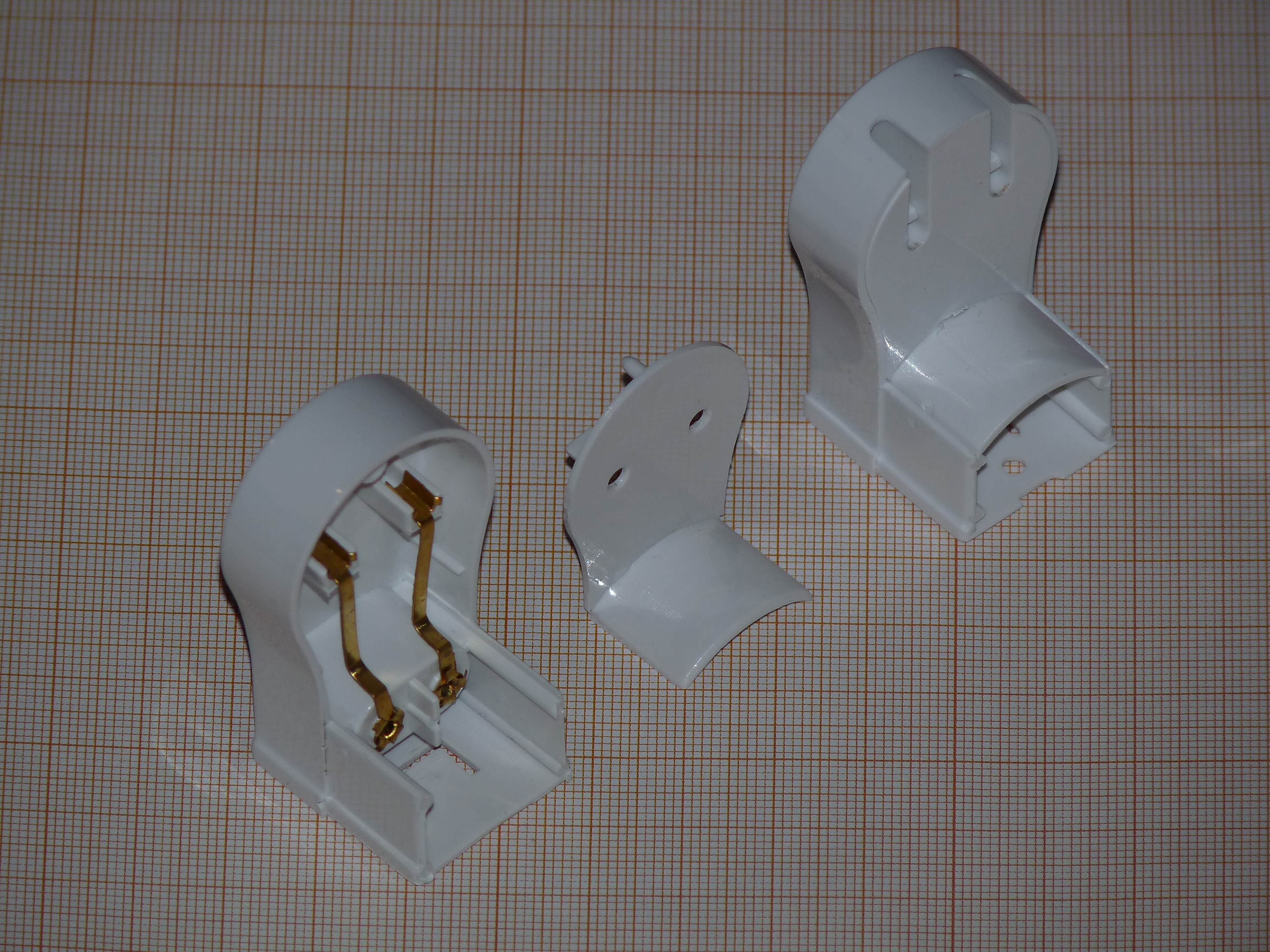
نگهدارنده لامپ مخصوص با اتصال مستقیم بین AC و ورودی لامپ

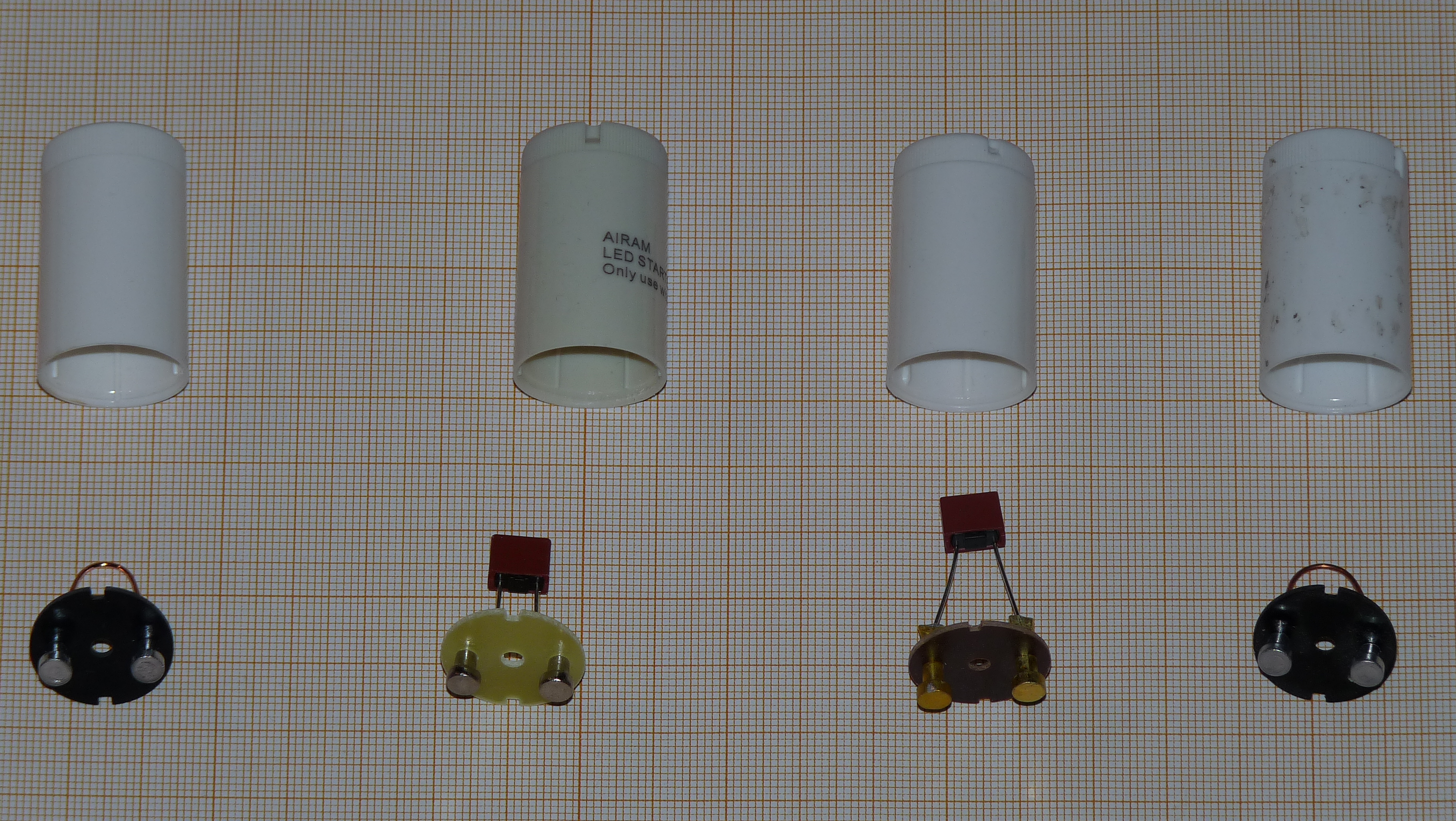
استارترهای نمونه

در دسامبر ۲۰۱۴ استانداردی برای لامپ‌های ال‌ئی‌دی (EN2776) تکمیل شد که تضمین می‌کرد بتوان لامپ‌های فلورسنت T8 را با لامپ‌های جدید تعویض کرد. به دلیل وجود این استاندارد لامپ‌های فلورسنت قدیمی را می‌توان با لامپ‌های ال‌ئی‌دی جایگزین کرد و مدل‌های مختلف ساخته شده شرکت‌های مختلف که استاندارد باشند با یکدیگر قابلیت جایگزینی دارند.
انواع مختلفی از مهتابی ال‌ئی‌دی برای جایگزینی لامپ فلورسنت T8 وجود دارد.

## تاریخچه
پرداکردن زمان دقیق آغاز لامپ‌های ال‌ئی‌دی دشوار است، اما بیشتر حق ثبت اختراع‌های مرتبط به آنها به دهه آغازین ۲۰۰۰ بر می‌گردند. گسترش ال‌ئی‌دی‌های سفید در اوایل دهه ۲۰۰۰ امکان به‌کارگیری ال‌ئی‌دی‌ها را برای روشنایی عادی فراهم کرد. تا سال ۲۰۱۲ لوله‌های ال‌ئی‌دی عمدتاً در چین تولید می‌شدند. اگر چه از آن زمان تولید یا مونتاژ برای نمونه در فنلاند نیز راه‌اندازی شده‌است.